# Теорема Александрова про розгортку
Теорема Александрова про розгортку — теорема про єдиність замкнутого опуклого багатогранника з даною розгорткою, доведена Олександром Даниловичем Александровим.
Є узагальненням теореми Коші про багатогранники і має схоже доведення.
Узагальнення цієї теореми на довільні метрики на сфері зіграло ключову роль у становленні та розвитку Александровської геометрії.

## Формулювання
Багатогранна метрика на сфері ізометрична поверхні опуклого багатогранника тоді і тільки тоді, коли сума кутів при будь-якій її вершині не перевершує {\displaystyle 2{\cdot }\pi }.
Більше того, багатогранник визначається метрикою на своїй поверхні з точністю до конгруентності.
При цьому допускається, що багатогранник вироджується у плоский багатокутник, у цьому випадку поверхня багатогранника визначається як подвоєння багатокутника в його межі, тобто дві копії багатокутника склеєні у відповідних точках межі.

### Зауваження

Розгортка октаедра з чотирьох шестикутників.

- В оригінальному формулюванні Александров користується поняттям розгортки багатогранника на площині, тобто набору плоских багатокутників і правил склеювання цих багатокутників у багатогранну метрику. Одну з таких розгорток можна отримати з набору всіх граней багатогранника з природним правилом склеювання. Проте в загальному випадку, багатокутники розгортки можуть перекриватися з кількома гранями (дивись малюнок).

## Варіації та узагальнення
- (Теорема Александрова) Внутрішня метрика на сфері ізометрична поверхні опуклого тіла тоді і тільки тоді, коли вона має невід'ємну кривину в сенсі Александрова. При цьому допускається, що тіло вироджується у плоску фігуру, у цьому випадку поверхня фігури визначається як її подвоєння.
  - (Теорема Погорєлова) Більше того, опукле тіло визначається однозначно з точністю до конгруентності.
  - (Теорема Оловянишнікова) Повна метрика {\displaystyle d} на площині {\displaystyle \mathbb {R} ^{2}} ізометрична поверхні опуклої множини {\displaystyle K\subset \mathbb {R} ^{3}} тільки тоді, коли вона має невід'ємну кривину в сенсі Александрова. Більше того, конус на нескінченності {\displaystyle K}можна задати довільно за умови, що його межа ізометрична конусу на нескінченності {\displaystyle (\mathbb {R} ^{2},d)}.